# Черны, Венцеслав
Венцесла́в Че́рны (чеш. Věnceslav Černý; 27 января 1865, Бенатки-над-Йизероу— 15 апреля 1936, Млада-Болеслав) — чешский художник, иллюстратор и баталист.

## Биография
Обучался живописи в Пражской художественной академии, позже продолжил учёбу в Академии изобразительных искусств в Вене.
В качестве иллюстратора, активно сотрудничал с редакциями пражских газет и журналов «Světozor», «Zlatá Praha», «Malý čtenář», многими издательствами чешской столицы, такими как, «Kvasnička a Hampl», «Alois Hynek», «Toužimský a Moravec», «Josef R. Vilímek».
Много путешествовал по Чехии, жил и творил в Праге, Млада-Болеславе, Железнице и др.

## Творчество
Венцесла́в Че́рны прославился как замечательный книжный иллюстратор. Автор иллюстраций к историческим произведениям чешских писателей Алоиса Йирасека, Бенеша Требизского, Франтишека Чечётки, а также популярных зарубежных литераторов, таких как, Лидия Чарская, Мамин-Сибиряк, Генрик Сенкевич, Карл Май и многих других.
В 1893—1909 — проиллюстрировал 16 книг Жюля Верна. Автор рисунков к мемуарам Казановы.
Художник живо интересовался историей Чехии и создал целый ряд полотен исторического и батального жанров.

## Галерея
|  |  |  |  |  |